# Meet the Orphans 2: New Generation
MTO²: New Generation (en español: Conoce a los Huérfanos 2: Nueva Generación) es el quinto álbum de estudio del cantante puertorriqueño Don Omar. Fue publicado el 1 de mayo de 2012 a través de Orfanato Music Group, mientras la distribución estuvo a cargo de Machete Music y Universal Music Group.
Cuenta con doce canciones y las colaboraciones de Juan Magán, Syko, Natti Natasha, Zion & Lennox, Mims y Yunel Cruz, entre otros artistas. Una versión digital también fue publicada, la cual incluye dos bonus tracks exclusivos.

## Recepción
El álbum fue top 5 de Billboard y el artista fue top 1 en ventas y giras de Billboard. El álbum ganó el Grammy latino en la categoría de " Best Urban Album". El álbum y tres sencillo fueron nominados en la categoría de Álbum de Ritmo Latino del Año y Álbum Digital del Año en Premios Billboard de la Música Latina.Logrando dos premios billboard a mejor Álbum de ritmo latino del año y Álbum de Ritmo Latino Artista del Año, Solista.
El álbum ha vendido 4 millones de copias.
El álbum fue uno de los dos álbumes que ha vendido 2,2 millones de sencillos a nivel mundial en el 2011 y 2012.

## Reconocimiento
| Publicación | Reconocimiento                           | Posición |
| ----------- | ---------------------------------------- | -------- |
| Billboard   | Decade End Charts Top Latin Albums 2010s | 36       |

## Lista de canciones
| N.º   | Título                                             | Productor(es)            | Duración |  |
| 1.    | «Hasta que salga el sol»                           | A&X · Danny Fornaris     | 4:05     |  |
| 2.    | «Zumba»                                            | Link-On · Danny Fornaris | 4:24     |  |
| 3.    | «Dutty Love» (con Natti Natasha)                   | A&X · Link-On · DJ Robin | 4:45     |  |
| 4.    | «Slow Motion» (con Syko)                           | Jumbo                    | 3:10     |  |
| 5.    | «FML (F*** My Life)» (con Mims y Vinny Venditto)   | A&X · Vinny Venditto     | 4:06     |  |
| 6.    | «Ella no sigue modas» (con Juan Magán)             | A&X · Juan Magán         | 3:52     |  |
| 7.    | «Así es que es» (con Syko y Pina Carmirelli)       | A&X · DJ Robin           | 3:45     |  |
| 8.    | «Flor de campo» (Interpretado por Syko)            | Predikador               | 3:23     |  |
| 9.    | «Mi nena» (Xavi “The Destroyer” con Zion & Lennox) | Jumbo                    | 3:45     |  |
| 10.   | «Dame una llamada» (con Syko)                      | Predikador               | 3:53     |  |
| 11.   | «La llave de mi corazón» (con Yunel Cruz)          | A&X                      | 3:52     |  |
| 12.   | «FML (F My Life)» (con Mims y Vinny Venditto)      | A&X · Vinny Venditto     | 4:06     |  |
| 47:11 |                                                    |                          |          |  |

| Bonus tracks |                                       |               |          |  |
| N.º          | Título                                | Productor(es) | Duración |  |
| 13.          | «Tus movimientos» (con Natti Natasha) | A&X · Link-On | 3:28     |  |
| 14.          | «A lo mejor ya es tarde» (con Syko)   | A&X · Jumbo   | 3:56     |  |
| 54:36        |                                       |               |          |  |

Notas
- «Slow Motion» contiene un sample de «Vengan al baile» por Trébol Clan (2000).

## Créditos y personal
Adaptados desde AllMusic.
- William Landon Rivera – Artista principal, composición.
- Tom Coyne – Masterización.
- Vincent Venditto – Intérprete, composición.
- Ramón “Ray” Casillas – Composición.
- Lincoln Castañeda (Link-On) – Composición, producción.
- Yunel Cruz – Intérprete, composición.
- Víctor Edmundo Delgado (Predikador) – Composición, producción.
- Juan Manuel Magan González – Artista principal, composición.
- Víctor Viera Moore (Jumbo) – Composición, producción.
- Corey Llewellyn "CL" – Composición.
- Erik Mendelson "Answerman" – Composición.
- Robin Méndez (DJ Robin) – Composición, producción.
- Shawn Mims – Intérprete, composición.
- Félix Ortiz – Intérprete, composición.
- Gabriel Enrique Pizarro – Intérprete, composición.
- Héctor L. Pagan (Periquito) – Composición.
- Christian Ramos (Syko) – Intérprete, composición.
- Joshua Paul Randall – Composición.
- Milton Restituyo (Alcover) – Composición, producción.
- Juan Antonio Abreu (Xtassy) – Composición, producción.
- Xavier Soto Rivera (Xavi the Destroyer) – Intérprete, composición.
- Alberto Rodríguez Salgado – Composición.
- Kelvin Cabral Santiago – Composición.
- Winston Thomas – Composición.
- Pina Carmirelli – Intérprete.
- Natti Natasha – Intérprete.

## Posicionamiento en listas
| Listas (2012)                        | Mejor posición |
| ------------------------------------ | -------------- |
| Estados Unidos (Billboard 200)       | 39             |
| Estados Unidos (Latin Rhythm Albums) | 1              |
| Estados Unidos (Top Latin Albums)    | 1              |
| Estados Unidos (Top Rap Albums)      | 5              |
| Suiza (Schweizer Hitparade)          | 67             |

| Listas (2012)                        | Posición |
| ------------------------------------ | -------- |
| Estados Unidos (Latin Rhythm Albums) | 1        |
| Estados Unidos (Top Latin Albums)    | 5        |

| Listas (2013)                        | Posición |
| ------------------------------------ | -------- |
| Estados Unidos (Latin Rhythm Albums) | 2        |
| Estados Unidos (Top Latin Albums)    | 31       |

## Premios y nominaciones
| Año  | Premios                      | Categoría                      | Resultado |
| ---- | ---------------------------- | ------------------------------ | --------- |
| 2012 | Premios Grammy Latinos       | Mejor álbum de música urbana   | Ganador   |
| 2013 | Premios Lo Nuestro           | Álbum urbano del año           | Nominado  |
| 2013 | Billboard Latin Music Awards | Latin Rhythm Album of the Year | Ganador   |
| 2014 | Billboard Latin Music Awards | Latin Rhythm Album of the Year | Nominado  |